# Krušná hora
Krušná hora (německy Kruschnahora, také Kruschna, 609 m n. m.) je hora nacházející se deset kilometrů západně od centra města Beroun a je součástí Křivoklátské vrchoviny.

## Poloha a okolí
Zalesněný hřeben Krušné hory obtéká na západě a severu Habrový potok, severozápadně od Dibeřského potoka. Nachází se v chráněné krajinné oblasti Křivoklátsko. Na východě se tyčí Děd (492 m) a na jihozápadě Velíz (595 m).
Na sever od Krušné Hory se nachází Stará Ohrada a Nový Jáchymov, na severovýchod Doužebnice a Otročiněves, na východ Lísek, Hudlice a Trubská, na jihovýchod Trubín, Svatská Hájovna, Svatá a Král, na jihozápad Varta, Hředle a na jih Březová, na jihozápad Kublov, na západ Broumy a Habrový Potok, na severozápad Karlova Ves a Karlov.

## Těžba
Krušná hora bývala nejvýznamnějším ložiskem železné rudy v oblasti Křivoklátska. V masivu hory se nachází sedm zrudněných poloh, z nichž tři byly těženy. Při bázi šáreckého souvrství se nachází tzv. Velké ložisko, jehož nejlepší části obsahovaly 32–38 % železa a 19–22 oxidu křemičitého. O tři až třicet metrů výše leželo Malé ložisko s těžitelnou mocností okolo tří metrů. Tzv. III. ložisko tvořené zejména pelosideritem se nacházelo ještě výše. Jeho celková mocnost je až dvanáct metrů, ale těžitelné byly pouze tři metry, a pokusná těžba na něm proto probíhala pouze z povrchu. Do roku 1889 byl z ložisek na Krušné hoře vytěžen asi jeden milion tun železné rudy. Těžba po roce 1909 byla intenzívnější a vyprodukovala asi devět milionů tun rudy a doly dosáhly hloubky až několika stovek metrů.

## Rozhledna a naučná stezka
V červnu 2015 byla na vrcholu otevřena rozhledna Máminka. Jde o dřevostavbu od architektonické skupiny Martina Rajniše. Současně byla v okolí zřízena naučná stezka Krušná hora – Hudlice.

## Fotogalerie

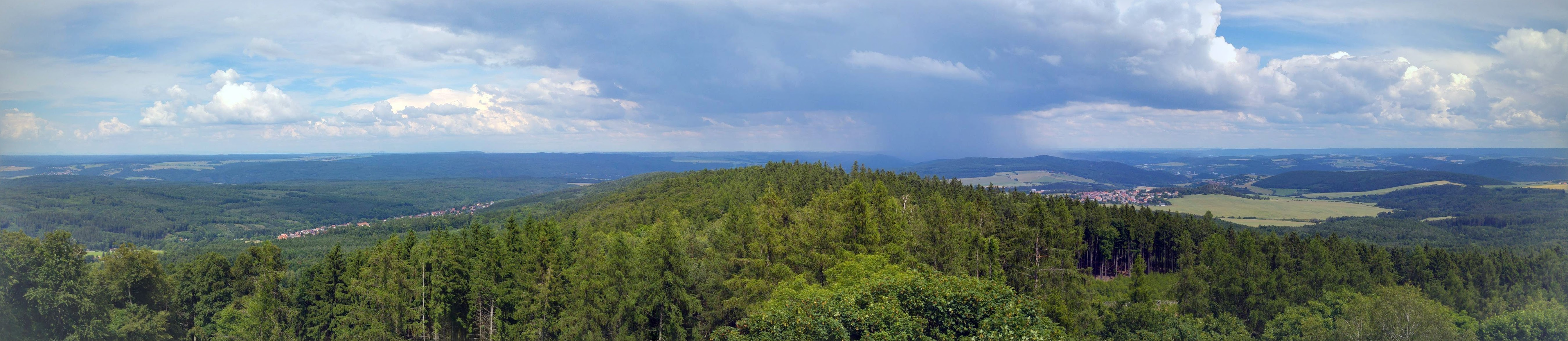
Krušná hora – panorama z rozhledny
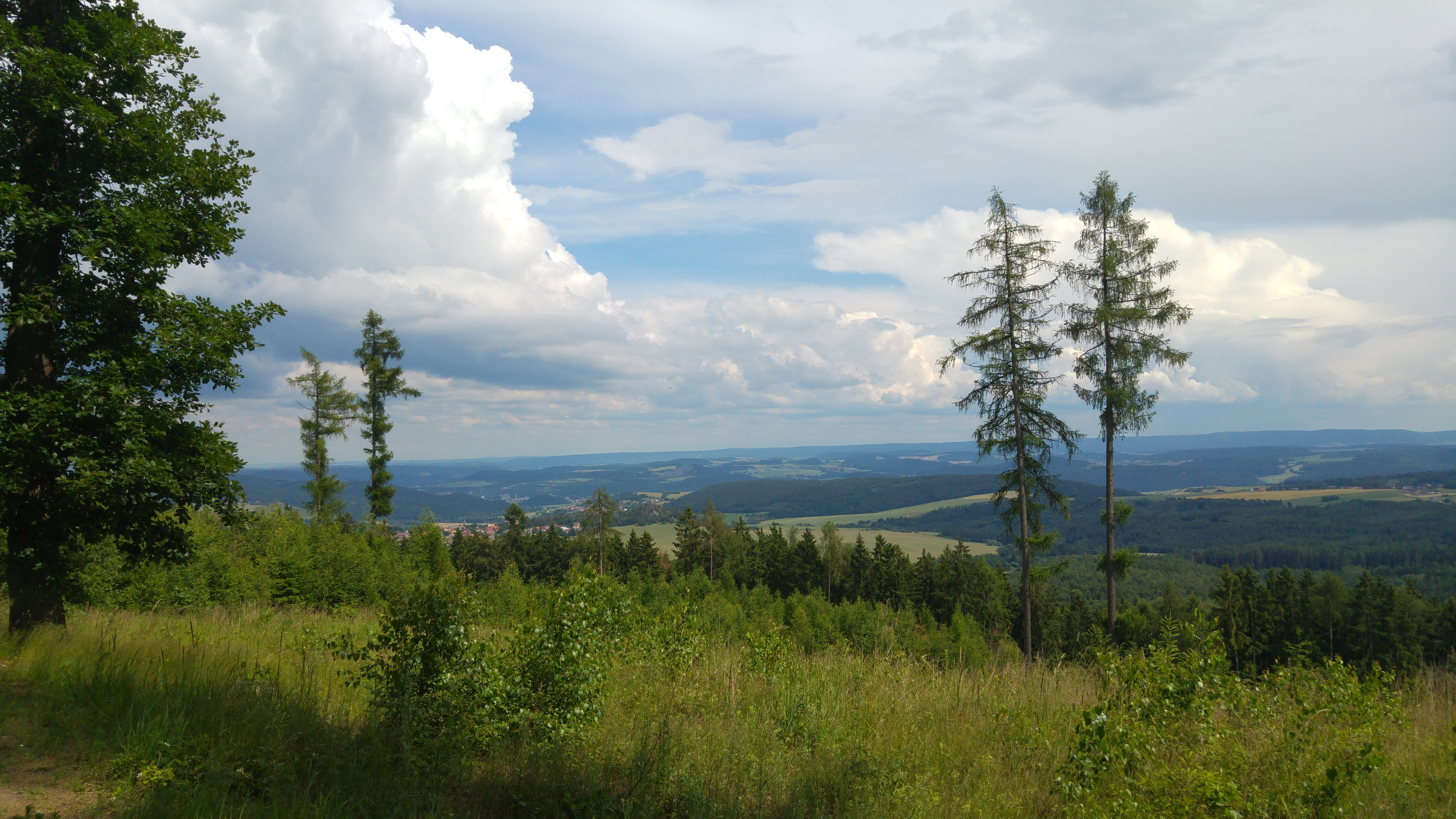
Krušná hora – na cestě s vrcholu k Hudlicím
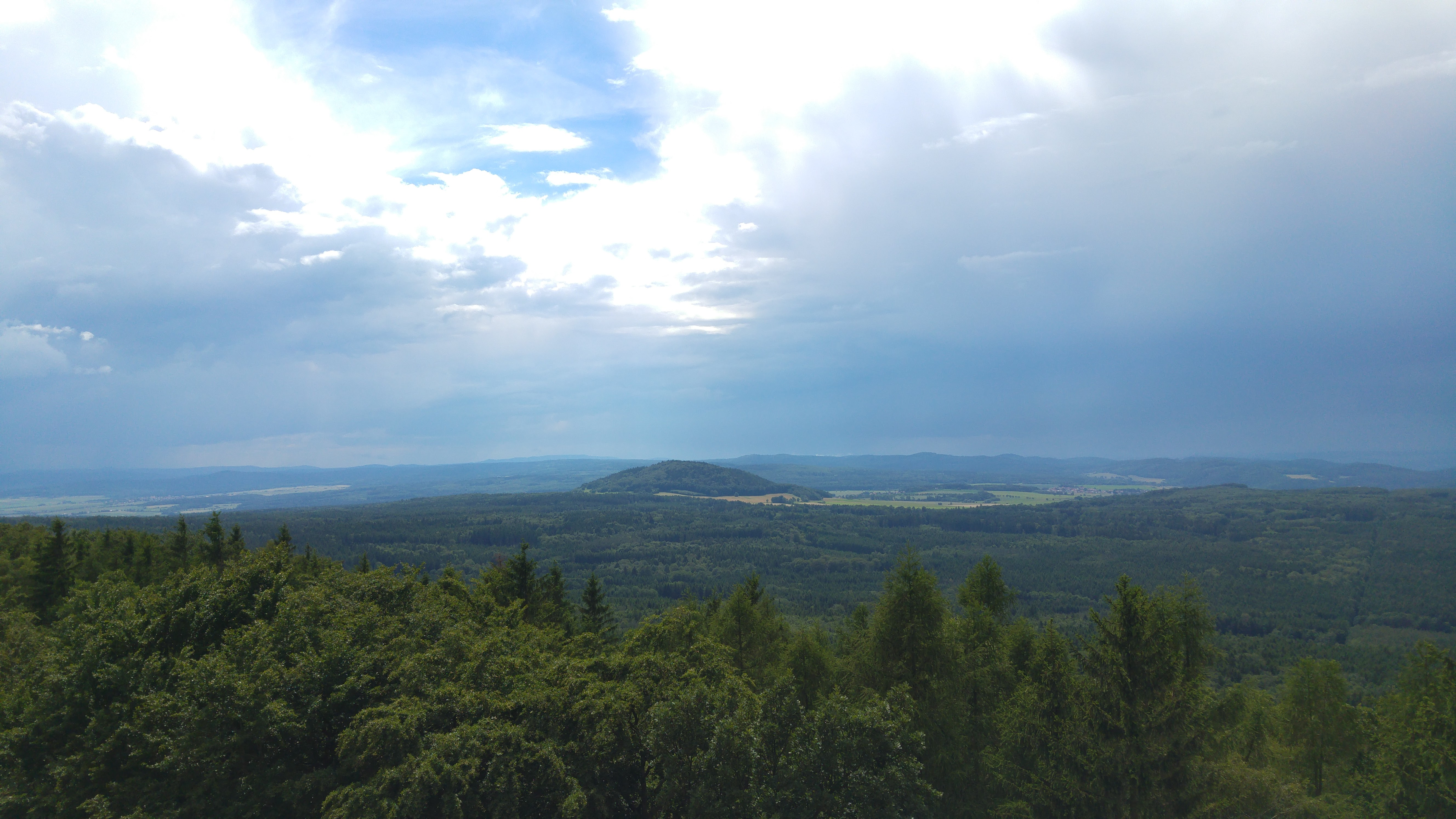
Pohled na Velíz z Krušné hory